# Holothuria pervicax
Holothuria pervicax е вид морска краставица от семейство Holothuriidae. Видът не е застрашен от изчезване.

## Разпространение
Разпространен е в Австралия, Американска Самоа, Бангладеш, Вануату, Виетнам, Индия, Индонезия, Камбоджа, Кения, Кирибати, Китай, Коморски острови, Мавриций, Мадагаскар, Майот, Малайзия, Малдиви, Малки далечни острови на САЩ, Маршалови острови, Мианмар, Микронезия, Науру, Ниуе, Нова Каледония, Острови Кук, Палау, Папуа Нова Гвинея, Провинции в КНР, Реюнион, Самоа, Северни Мариански острови, Сейшели, Сингапур, Соломонови острови, Тайван, Тайланд, Танзания, Токелау, Тонга, Тувалу, Фиджи, Филипини, Френска Полинезия, Шри Ланка и Япония.